# Mamiano
Mamiano è una frazione del comune di Traversetolo, in provincia di Parma.
La località dista 4,93 km dal capoluogo.

## Geografia fisica
Mamiano sorge in posizione pianeggiante alle soglie dei primi rilievi collinari dell'Appennino parmense, sulla sponda destra del torrente Parma.
La zona è solcata da vari corsi d'acqua artificiali: il canale Maggiore, la canaletta dei Rossi, la canaletta di Santa Maria e la canaletta di Bannone.

## Storia
Il territorio di Mamiano risultava forse abitato già nel Paleolitico, come testimoniato dal rinvenimento nel 1998 di alcuni manufatti in selce e diaspro in località Staffalo.
In età romana sorse un piccolo insediamento in località La Costa, sulle prime pendici collinari; il sito archeologico, scoperto nel 2000, ha restituito frammenti di embrici, ceramica da impasto e pezzi di vetro.
Il centro abitato fu fondato in età medievale; la più antica testimonianza della sua esistenza risale al 20 novembre 995, quando Mamiano fu citata in un atto di donazione di alcune terre da parte del vescovo di Parma Sigifredo II.
In quell'epoca furono edificati, nella zona, due distinti castelli, in seguito scomparsi, uno a Pariano e l'altro in località Castello; il primo, il cui sito, seppur adiacente al paese, oggi ricade amministrativamente nel comune di Montechiarugolo, apparteneva già nel 1080 ai Bravi, fedeli alleati dei Rossi, i quali invece risultavano proprietari del secondo alla fine del XIV secolo.
Dagli inizi del XV secolo la zona fu teatro di aspre lotte, che sconvolsero il Parmense per lunghi anni coinvolgendo, ad alleanze talvolta alterne, da una parte le famiglie Rossi, Pallavicino, Sanvitale, da Correggio, Scotti, legate agli Este, e dall'altra Terzi, Torelli, da Fogliano, alleate dei Visconti e successivamente anche dei veneziani. Nel 1403 Giacomo Terzi attaccò il borgo dandolo alle fiamme; nel 1405 col fratello Ottobuono e con Guido Torelli espugnò il castello di Mamiano e quattro giorni dopo quello di Pariano, annettendone i feudi ai territori dei Terzi; il loro ufficiale Pietro da Vianino, acerrimo nemico dei Rossi, rase al suolo i manieri di Mamiano, Alberi e Porporano. L'anno successivo il vescovo Giacomo de' Rossi ordì a Pariano una congiura contro Giacomo Terzi, ma alcuni dei cospiratori furono scoperti e condannati a morte.
Nel 1408 i fratelli Giacomo e Pietro de' Rossi si allearono col marchese di Ferrara Niccolò III d'Este e gli presentarono istanza affinché quando fosse diventato Signore di Parma garantisse loro la restituzione dei castelli di Carona, di Castrignano, di Tiorre e di Pariano e delle bastie di Sant'Andrea e di Mattaleto, oltre all'autorizzazione alla riedificazione delle rocche di Mulazzano, di Alberi, di Porporano, di Antesica e di Mamiano oppure della vicina Basilicanova. Nel 1409 Ottobuono de' Terzi fu assassinato da Muzio Attendolo Sforza a Rubiera, in occasione della ratifica del trattato di pace col marchese d'Este; Guido Torelli fu arrestato ma successivamente liberato e ricompensato in cambio della promessa dei suoi servigi; il conte mosse quindi contro il castello di Pariano, mentre le truppe di Niccolò III d'Este assediarono Montecchio e Cavriago, costringendo i Terzi alla resa; il marchese di Ferrara divenne quindi il nuovo Signore di Parma e nel 1416 incaricò Uguccione dei Contrari di restituire il castello di Pariano ai Bravi.
Nel 1420 Guido Torelli, nel frattempo investito del feudo di Montechiarugolo, si ribellò a Niccolò d'Este, rinsaldando l'alleanza col duca di Milano Filippo Maria Visconti; con l'aiuto dei Pallavicino conquistò Cavriago, depredò Parma e numerosi borghi del Parmense e mosse verso Reggio; il marchese di Ferrara fu costretto, per mantenere Reggio, a rinunciare a Parma, che cedette al Visconti. Nel 1424 Pietro de' Rossi ottenne dal duca di Milano la restituzione dei feudi di Carona, Tiorre, Castrignano, Motta di Basilicanova e Mamiano.
Nel 1470 il duca Galeazzo Maria Sforza confermò a Pier Maria II de' Rossi tutti i suoi feudi, tra cui Basilicanova, ove la rocca era stata ricostruita nel 1411 da Giacomo e Pietro de' Rossi.
Nel 1482 durante la guerra dei Rossi il condottiero Sforza Secondo Sforza, diretto alla rocca di Basilicanova, da cui dipendeva anche Mamiano, rinforzò il castello di Pariano d'accordo con Domenico Bravi; dopo pochi giorni attaccò la rocca, ma il castellano Pietro Ugorossi tradì i Rossi accordandosi col milanese e aprendo le porte alle sue truppe. Nel mese di novembre, in seguito alla morte di Pier Maria II de' Rossi, il figlio Giacomo assaltò di sorpresa il castello di Basilicanova, ma pochi mesi dopo Ludovico il Moro contrattaccò e dopo sette giorni di assedio riuscì a rientrarne in possesso, per poi assegnarlo in segno di riconoscenza a Gian Giacomo Trivulzio; il duca conquistò anche Pariano, che affidò in un primo tempo al Trivulzio e nel 1495 al condottiero Gaspare Sanseverino. Nel 1500, dopo la presa del potere a Milano da parte del re di Francia Luigi XII, Pietro Bravi rientrò in possesso di Pariano.
Nel 1504 Gian Giacomo Trivulzio alienò col consenso di Luigi XII il feudo di Basilicanova al marchese di San Secondo Troilo I de' Rossi. In seguito alla morte di quest'ultimo, nel 1521 la rocca passò al figlio Pier Maria III e alla moglie Bianca Riario, sorellastra da parte di madre di Giovanni dalle Bande Nere; il cugino Filippo Maria, conte di Corniglio, l'anno seguente attaccò il maniero espugnandolo facilmente; Pier Maria e lo zio Giovanni contrattaccarono dopo pochi giorni e rientrarono in possesso del castello, destinato al fratello Giulio Cesare; durante l'assalto si impadronirono anche del maniero di Pariano, il cui feudo fu unito a quello di Basilicanova.
Nel 1539 Giulio Cesare rapì Maddalena Sanseverino, primogenita del conte Roberto ed ereditiera del feudo di Colorno, e la sposò; il papa Paolo III, nella sua qualità di sovrano di Parma, che dal 1521 dipendeva stabilmente dallo Stato della Chiesa, confiscò al Rossi Colorno e Basilicanova e fece radere al suolo la rocca di quest'ultima. Nel 1545 il Farnese insignì il nipote Sforza I Sforza di Santa Fiora dei feudi di Castel San Giovanni, di Gropparello, di Cecima, di Basilicanova e dell'attigua Pariano, il cui castello era stato abbattuto durante gli scontri con Giulio Cesare de' Rossi.
Nel 1707 le terre furono ereditate con gli altri beni della famiglia Sforza di Santa Fiora dal duca di Onano Federico III Sforza, che dal 1673 aveva aggiunto al proprio il cognome della moglie Livia Cesarini; gli Sforza Cesarini ne mantennero l'investitura fino all'abolizione dei diritti feudali sancita da Napoleone nel ducato di Parma e Piacenza nel 1805.
Nel 1806 Mamiano fu separata da Basilicanova e fu annessa al nuovo comune (o mairie) di Traversetolo.

## Monumenti e luoghi d'interesse

### Chiesa di San Biagio

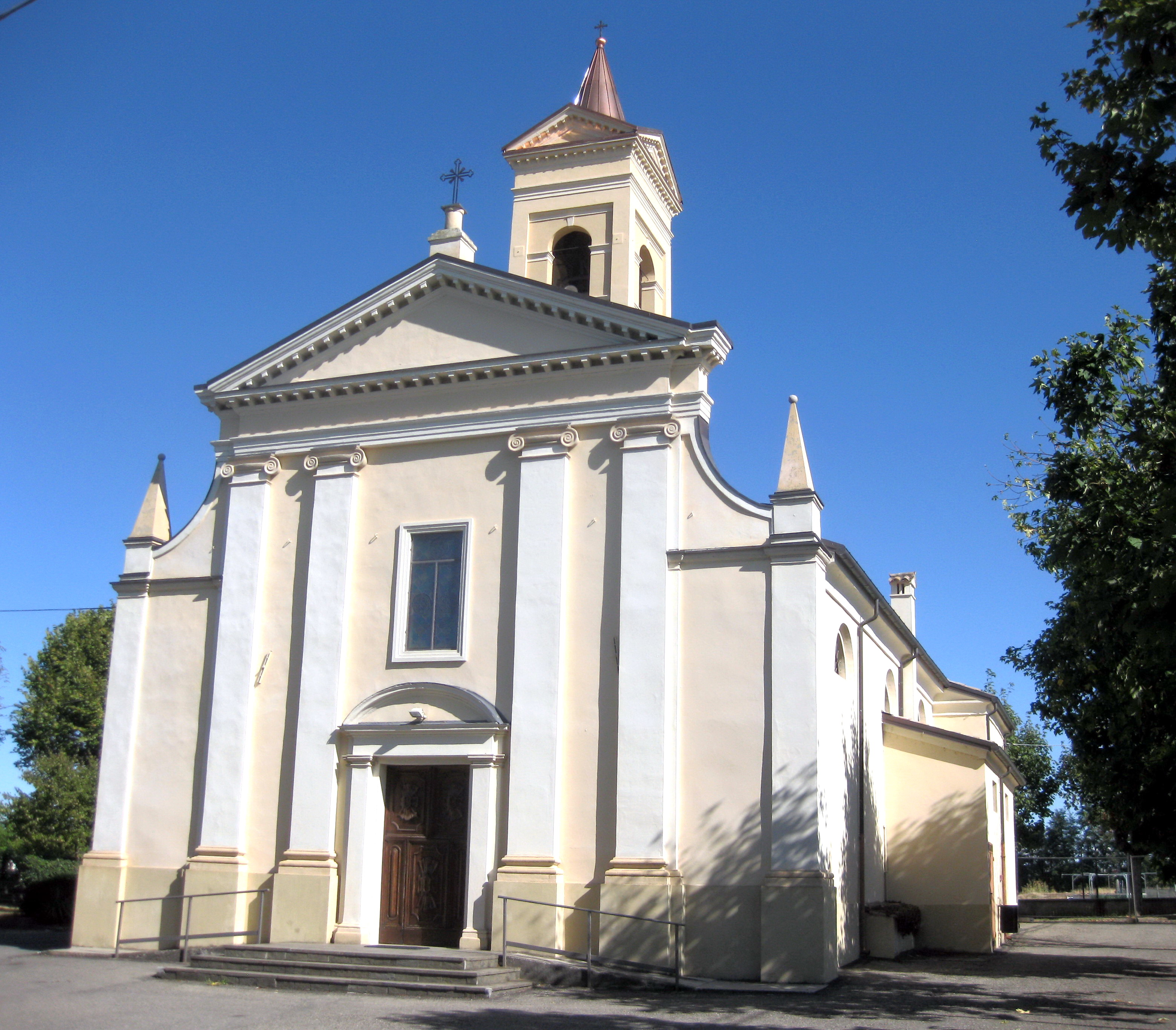
Chiesa di San Biagio

Edificata originariamente nell'XI secolo, la chiesa fu ricostruita in forme barocche tra il 1699 e il 1700 e successivamente modificata in stile neoclassico nel 1832, nel 1900, nel 1938 e soprattutto nel 1961; profondamente danneggiata dal terremoto del 23 dicembre del 2008, fu riaperta al culto alla fine del 2011, al termine dei lavori di ristrutturazione.

### Castello di Pariano
Innalzato probabilmente nell'XI secolo dalla famiglia Bravi, alla quale appartenne quasi ininterrottamente fino al 1522, il castello fu successivamente conquistato dai Rossi e abbattuto intorno al 1539 in occasione della confisca da parte del papa Paolo III; assegnato agli Sforza di Santafiora, non fu più ricostruito; accanto alle rovine sorse poi la corte di Pariano, adiacente al borgo di Mamiano seppur appartenente amministrativamente al comune di Montechiarugolo.

### Villa Magnani e Fondazione Magnani-Rocca

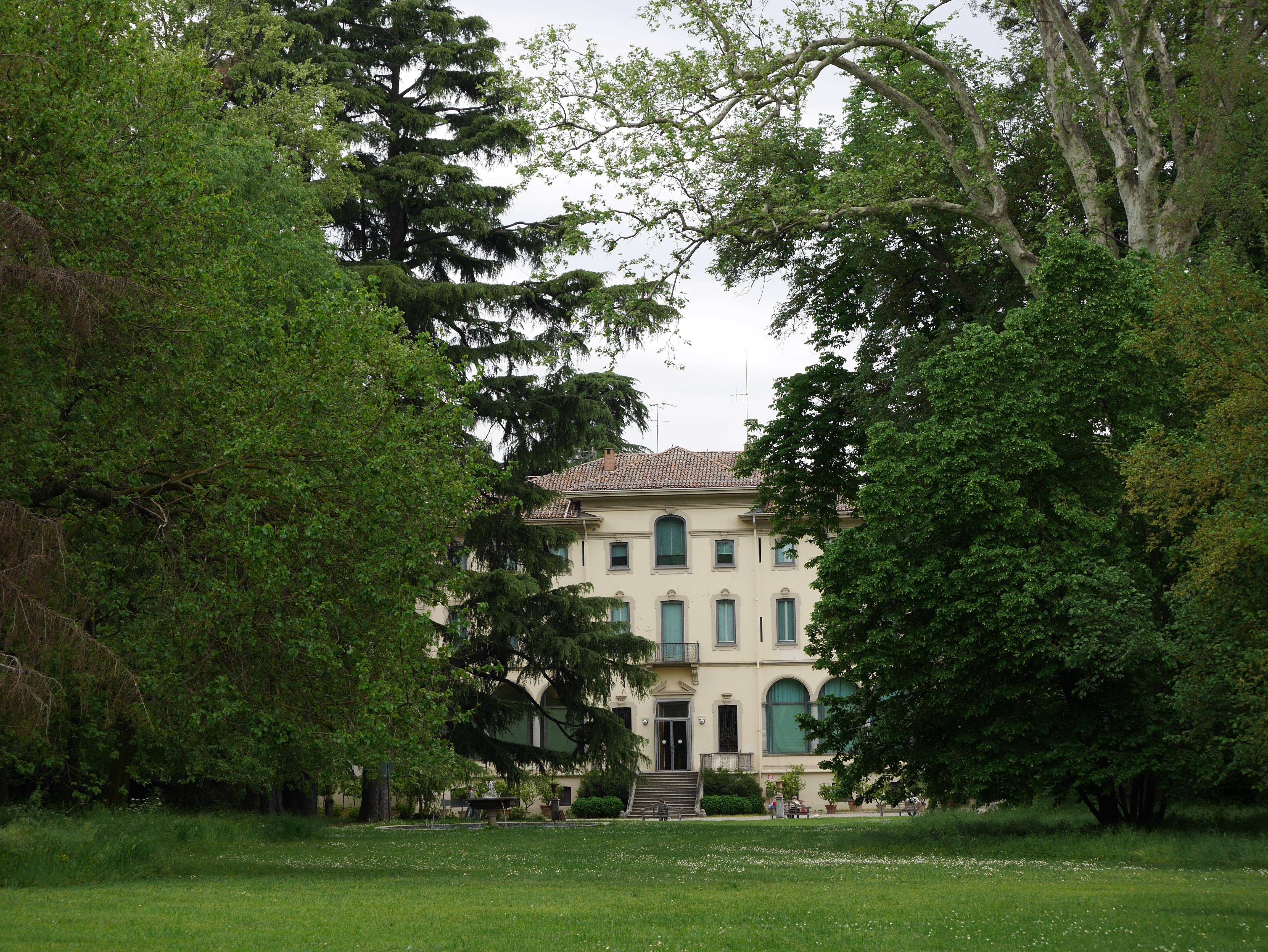
Villa Magnani

Edificata in origine nel XVII secolo probabilmente quale casino di caccia dei conti Sforza di Santafiora, la villa con annessa tenuta fu acquistata agli inizi del XIX secolo dai marchesi Paolucci, che la trasformarono in elegante residenza nobiliare di villeggiatura, circondata da un grande parco romantico; alienata nella seconda metà del secolo al conte Giuseppe Castellinard e nel 1879 al conte Camillo Zileri-Dal Verme, la villa fu per volere di suo figlio Enrico completamente ristrutturata in stile neobarocco nel 1904, su progetto dell'architetto Antonio Citterio; nel 1941 la tenuta fu comprata dall'imprenditore agricolo Giuseppe Magnani, il cui figlio Luigi nel 1967 fece ampliare l'edificio padronale e le serre per ospitarvi l'importante collezione di opere d'arte che stava creando e nel 1977 costituì giuridicamente la Fondazione Magnani-Rocca; dopo la morte del collezionista, furono avviati i lavori di sistemazione della tenuta e della villa, che divenne nel 1990 sede della Fondazione.

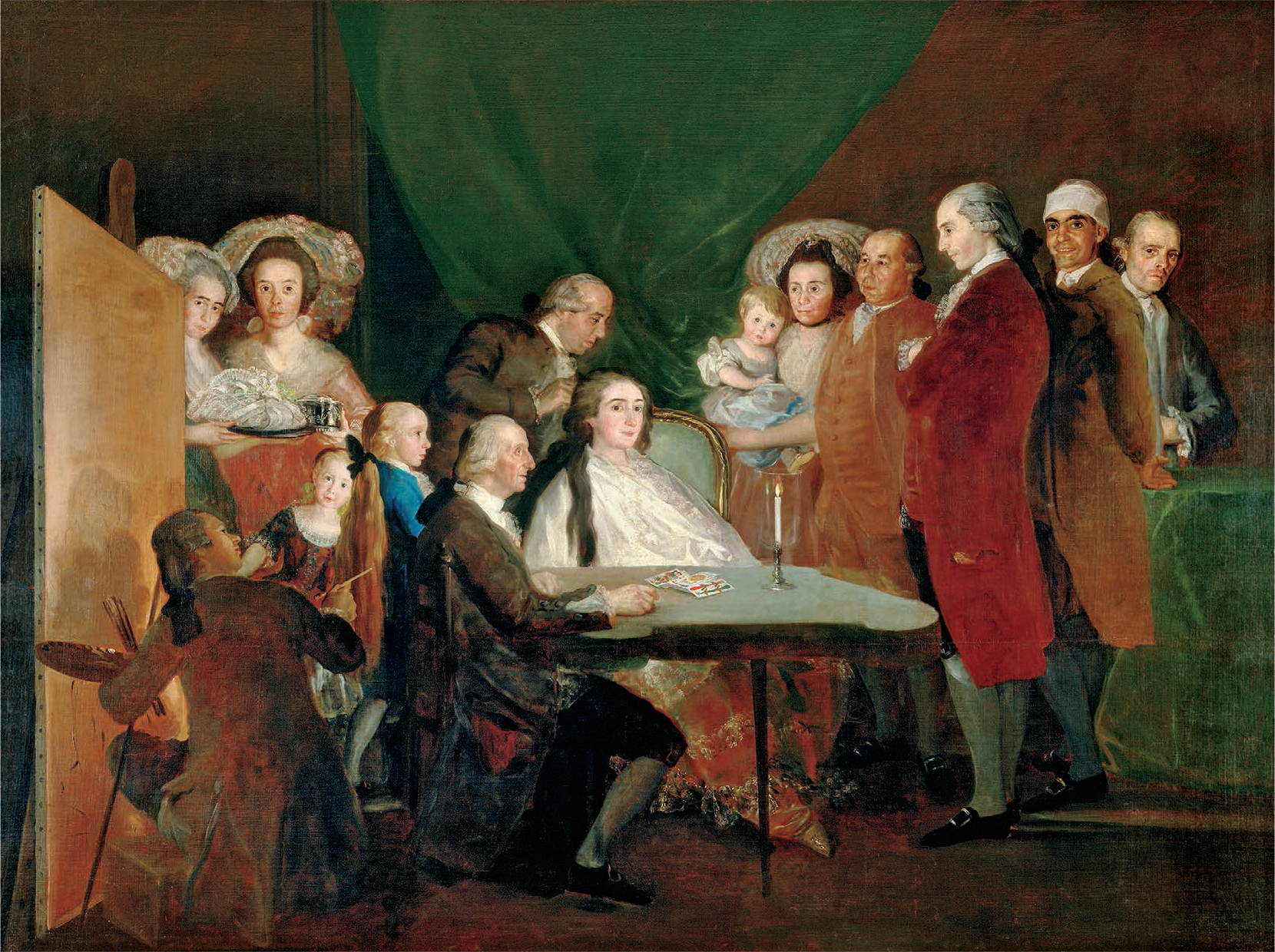
Francisco Goya, Famiglia dell'infante don Luis, 1783-1784, Fondazione Magnani-Rocca

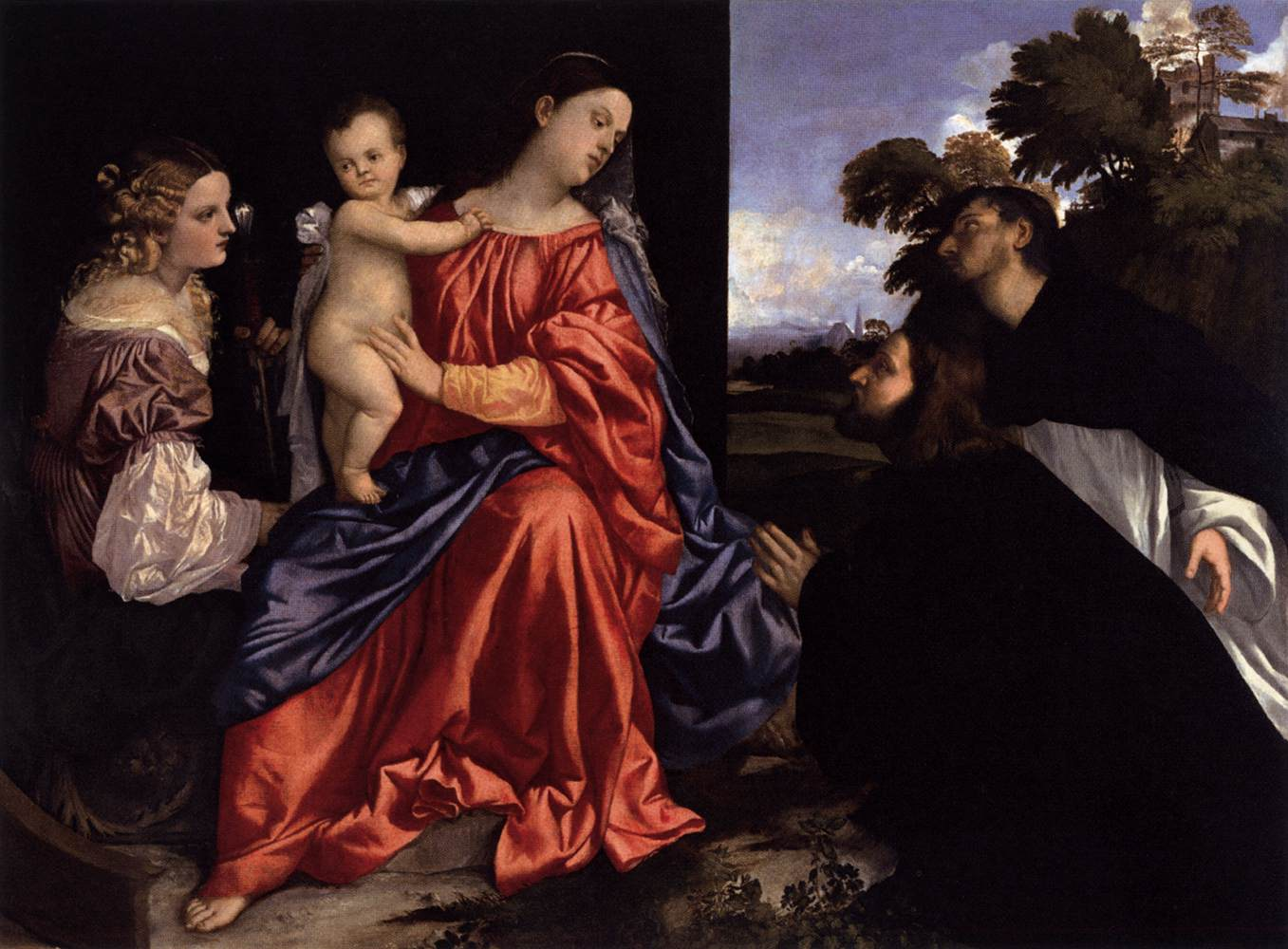
Tiziano Vecellio, Sacra conversazione Balbi, 1512-1514, Fondazione Magnani-Rocca

L'edificio da allora espone in mostra permanente opere di inestimabile valore, di artisti quali Gentile da Fabriano, Albrecht Dürer, Vittore Carpaccio, Tiziano, Rubens, Van Dyck, Francisco Goya, Claude Monet, Auguste Renoir, Paul Cézanne, Giorgio Morandi (50 opere), Giorgio De Chirico, Filippo de Pisis, Gino Severini, Alberto Burri, Johann Heinrich Füssli, Nicolas de Staël, Lippo di Dalmasio, Filippo Lippi, Domenico Ghirlandaio, Lorenzo Costa e Martin Schongauer, oltre a sculture di Antonio Canova e di Lorenzo Bartolini.
Le ampie serre adiacenti alla villa, ristrutturate alla fine del XX secolo, sono invece sede di esposizioni temporanee. Il parco di 12 ettari del complesso, interamente cintato, presenta le caratteristiche tipiche dei giardini all'inglese dei primi anni del XIX secolo; ricchissimo di piante monumentali sparse qua e là isolatamente o in gruppi, ospita inoltre un laghetto con isolotto e un giardino all'italiana.
A sud della tenuta si staglia sulle prime colline un piccolo castello neogotico, ricavato alla fine del XIX secolo dalla trasformazione di un edificio colonico, quale fondale prospettico della villa.

## Infrastrutture e trasporti
Mamiano è attraversata da nord a sud dalla strada provinciale degli Argini, che, ai margini meridionali del centro abitato, si interseca con la strada provinciale pedemontana; a poca distanza dall'incrocio, quest'ultima scavalca il torrente Parma con un ponte realizzato nel 1925.